# گاستون مرسیه
گاستون مرسیه (فرانسوی: Gaston Mercier‎; ۵ ژوئن ۱۹۳۲ – ۴ ژوئیهٔ ۱۹۷۴) قایقران روئینگ اهل فرانسه بود.
وی در مسابقات کشوری و بین‌المللی در مجموع برندهٔ ۱ مدال طلا، ۲ مدال برنز شده‌است.